# HC Kometa Brno v 1. české národní hokejové lize 1992/1993
Klub HC Kometa Brno v 1. české národní hokejové lize 1992/1993 (tehdy pod názvem HC Královopolská Brno) odehrála v základní části 26 zápasů, z nichž 18 vyhrála a 2 prohrála. V nadstavbové části Brno odehrálo 14 zápasů, z nichž 9 vyhrálo a 4 prohrálo, a tím skončilo na druhém místě. V semifinále play-off podlehlo Brno HC Vajgar Jindřichův Hradec 2:3 a do  České hokejové extraligy nepostoupilo.

## Nejlepší 1992 / 1993
| Jméno                    | Počet zápasů | Branky | Nahrávky | Body |
| ------------------------ | ------------ | ------ | -------- | ---- |
| Základní část + play off |              |        |          |      |
| Pavel Janků              | 47           | 42     | 22       | 64   |
| Jiří Súhrada             | 47           | 24     | 31       | 55   |
| Jiří Vítek               | 48           | 26     | 20       | 46   |
| Josef Duchoslav          | 45           | 25     | 15       | 40   |
| Richard Fatrla           | 41           | 24     | 15       | 39   |
| Martin Mihola            | 47           | 16     | 15       | 31   |
| Roman Vodák              | 46           | 13     | 17       | 30   |
| Martin Hrstka            | 42           | 15     | 12       | 27   |
| Milan Murín              | 38           | 7      | 18       | 25   |
| Marek Tichý              | 48           | 6      | 17       | 23   |
| David Pazourek           | 35           | 11     | 6        | 17   |
| Martin Dufek             | 46           | 5      | 11       | 16   |

## Základní část
|                           | Počet utkání | Výhry | Remízy | Prohry | Skóre  | Body |
| ------------------------- | ------------ | ----- | ------ | ------ | ------ | ---- |
| Celková bilance 1992/1993 | 26           | 18    | 6      | 2      | 140:74 | 42   |

## TJ Slavia IPS Praha
- TJ Slavia IPS Praha - HC Královopolská Brno  5 : 3
- HC Královopolská Brno  - TJ Slavia IPS Praha 9 : 2

## TJ TŽ Třinec
- HC Královopolská Brno - TJ TŽ Třinec 3 : 3
- TJ TŽ Třinec - HC Královopolská Brno 3 : 5

## HC Slezan Opava
- HC Slezan Opava - HC Královopolská Brno 4 : 4
- HC Královopolská Brno - HC Slezan Opava 2 : 2

## Baník Hodonín
- Baník Hodonín - HC Královopolská Brno 1 : 3
- HC Královopolská Brno - Baník Hodonín 10 : 1

## SK Karviná
- HC Královopolská Brno - SK Karviná 8 : 3
- SK Karviná - HC Královopolská Brno 2 : 11

## HC VS VTJ Tábor
- HC VS VTJ Tábor - HC Královopolská Brno 3 : 5
- HC Královopolská Brno - HC VS VTJ Tábor 6 : 2

## TJ AZ Havířov
- HC Královopolská Brno - TJ AZ Havířov 4 : 2
- TJ AZ Havířov - HC Královopolská Brno 2 : 5

## HC Stadion Hradec Králové
- HC Stadion Hradec Králové - HC Královopolská Brno 5 : 5
- HC Královopolská Brno - HC Stadion Hradec Králové 2 : 1

## HC Baník CHZ Sokolov
- HC Královopolská Brno - HC Baník CHZ Sokolov 6 : 5
- HC Baník CHZ Sokolov - HC Královopolská Brno 3 : 6

## HC Brno
- HC Brno - HC Královopolská Brno 6 : 8
- HC Královopolská Brno - HC Brno 5 : 5

## TJ Zbrojovka Vsetín
- HC Královopolská Brno - TJ Zbrojovka Vsetín 9 : 0
- TJ Zbrojovka Vsetín - HC Královopolská Brno 5 : 5

## SHC Vajgar Jindřichův Hradec
- SHC Vajgar Jindřichův Hradec – HC Královopolská Brno 4 : 0
- HC Královopolská Brno - SHC Vajgar Jindřichův Hradec 3 : 1

## TJ Auto Škoda Mladá Boleslav
- HC Královopolská Brno - TJ Auto Škoda Mladá Boleslav 8 : 1
- TJ Auto Škoda Mladá Boleslav - HC Královopolská Brno 3 : 5

## Nadstavbová část

### TJ AZ Havířov
- HC Královopolská Brno - TJ AZ Havířov 9 : 1
- TJ AZ Havířov - HC Královopolská Brno 0 : 2

### HC Stadion Hradec Králové
- HC Královopolská Brno - HC Stadion Hradec Králové 7 : 5
- HC Stadion Hradec Králové' - HC Královopolská Brno 4 : 1

### TJ Slavia IPS Praha
- TJ Slavia IPS Praha - HC Královopolská Brno  7 : 5
- HC Královopolská Brno  - TJ Slavia IPS Praha 6 : 1

### SHC Vajgar Jindřichův Hradec
- HC Královopolská Brno – SHC Vajgar Jindřichův Hradec 6 : 4
- SHC Vajgar Jindřichův Hradec - HC Královopolská Brno 1 : 2

### TJ TŽ Třinec
- TJ TŽ Třinec - HC Královopolská Brno 3 : 6
- HC Královopolská Brno - TJ TŽ Třinec 2 : 4

### TJ Baník Hodonín
- HC Královopolská Brno - TJ Baník Hodonín 5 : 3
- TJ Baník Hodonín - HC Královopolská Brno 3 : 1

### HC Slezan Opava
- HC Slezan Opava - HC Královopolská Brno 5 : 5
- HC Královopolská Brno - HC Slezan Opava 11 : 3

| Poř. | Tým                          | Z  | V | R | P  | VG | OG | B  |
| ---- | ---------------------------- | -- | - | - | -- | -- | -- | -- |
| 1.   | TJ TŽ Třinec                 | 14 | 9 | 2 | 3  | 53 | 44 | 20 |
| 2.   | HC Královopolská Brno        | 14 | 9 | 1 | 4  | 68 | 39 | 19 |
| 3.   | SHC Vajgar Jindřichův Hradec | 14 | 8 | 2 | 4  | 63 | 44 | 18 |
| 4.   | HC Stadion Hradec Králové    | 14 | 9 | 0 | 5  | 63 | 49 | 18 |
| 5.   | TJ Slavia IPS Praha          | 14 | 7 | 2 | 5  | 55 | 44 | 16 |
| 6.   | TJ Baník Hodonín             | 14 | 3 | 3 | 8  | 36 | 66 | 9  |
| 7.   | HC Slezan Opava              | 14 | 2 | 3 | 9  | 47 | 69 | 7  |
| 8.   | TJ AZ Havířov                | 14 | 2 | 1 | 11 | 25 | 58 | 5  |

- Všechny týmy finálové skupiny postoupily do play off.

## Play off (první kolo)

### HC Královopolská Brno-HC Slezan Opava3:0 na zápasy
1. utkání
|  | HC Královopolská Brno | 6 - 1 | HC Slezan Opava |  |
|  | HC Královopolská Brno |       | HC Slezan Opava |  |

| Souhrn zápasu | Souhrn zápasu | Souhrn zápasu | Souhrn zápasu | Souhrn zápasu |
| ------------- | ------------- | ------------- | ------------- | ------------- |
|               |               |               |               |               |

2. utkání
|  | HC Královopolská Brno | 5 - 0 | HC Slezan Opava |  |
|  | HC Královopolská Brno |       | HC Slezan Opava |  |

| Souhrn zápasu | Souhrn zápasu | Souhrn zápasu | Souhrn zápasu | Souhrn zápasu |
| ------------- | ------------- | ------------- | ------------- | ------------- |
|               |               |               |               |               |

3. utkání
|  | HC Slezan Opava | 2 - 7 | HC Královopolská Brno |  |
|  | HC Slezan Opava |       | HC Královopolská Brno |  |

| Souhrn zápasu | Souhrn zápasu | Souhrn zápasu | Souhrn zápasu | Souhrn zápasu |
| ------------- | ------------- | ------------- | ------------- | ------------- |
|               |               |               |               |               |

## Play off (semifinále)

### HC Královopolská Brno-SHC Vajgar Jindřichův Hradec3:2 na zápasy
1. utkání
|  | HC Královopolská Brno | 1 - 3 | SHC Vajgar Jindřichův Hradec |  |
|  | HC Královopolská Brno |       | SHC Vajgar Jindřichův Hradec |  |

| Souhrn zápasu | Souhrn zápasu | Souhrn zápasu | Souhrn zápasu | Souhrn zápasu |
| ------------- | ------------- | ------------- | ------------- | ------------- |
|               |               |               |               |               |

2. utkání
|  | HC Královopolská Brno | 5 - 2 | <SHC Vajgar Jindřichův Hradec |  |
|  | HC Královopolská Brno |       | <SHC Vajgar Jindřichův Hradec |  |

| Souhrn zápasu | Souhrn zápasu | Souhrn zápasu | Souhrn zápasu | Souhrn zápasu |
| ------------- | ------------- | ------------- | ------------- | ------------- |
|               |               |               |               |               |

3. utkání
|  | SHC Vajgar Jindřichův Hradec | 3 - 2 PP | HC Královopolská Brno |  |
|  | SHC Vajgar Jindřichův Hradec |          | HC Královopolská Brno |  |

| Souhrn zápasu | Souhrn zápasu | Souhrn zápasu | Souhrn zápasu | Souhrn zápasu |
| ------------- | ------------- | ------------- | ------------- | ------------- |
|               |               |               |               |               |

4. utkání
|  | SHC Vajgar Jindřichův Hradec | 2 - 4 | HC Královopolská Brno |  |
|  | SHC Vajgar Jindřichův Hradec |       | HC Královopolská Brno |  |

| Souhrn zápasu | Souhrn zápasu | Souhrn zápasu | Souhrn zápasu | Souhrn zápasu |
| ------------- | ------------- | ------------- | ------------- | ------------- |
|               |               |               |               |               |

5. utkání
|  | HC Královopolská Brno | 2 - 3 SN | SHC Vajgar Jindřichův Hradec |  |
|  | HC Královopolská Brno |          | SHC Vajgar Jindřichův Hradec |  |

| Souhrn zápasu | Souhrn zápasu | Souhrn zápasu | Souhrn zápasu | Souhrn zápasu |
| ------------- | ------------- | ------------- | ------------- | ------------- |
|               |               |               |               |               |

## Hráli za Královopolskou
- Brankáři Ladislav Gula
- Obránci Milan Murín • Marek Tichý • Lubomír Oslizlo • Alexandr Elsner • Karel Beran • Martin Světlík • Pavel Zubíček • Libor Zábranský • Milan Nedoma • Aleš Křetinský
- Útočníci Pavel Janků • Jiří Súhrada • Jiří Vítek • Josef Duchoslav • Richard Fatrla • Martin Mihola • Roman Vodák • Martin Hrstka • David Pazourek • Martin Dufek • Jiří Bureš • Roman Meluzín • Petr Jonáš • Martin Sychra • Lukáš Smítal • Darek Stránský • Aleš Sochorec • Martin Stloukal • Petr Bělohlávek • Rudolf Grepl